# Partito pigliatutto
Il partito pigliatutto, o pigliatutti (in inglese: catch-all party, definizione coniata da Otto Kirchheimer), a volte grande tenda (in inglese: big tent), è un tipo di partito politico che sorge nel secondo dopoguerra per l'esigenza, da parte dei partiti di massa, di attrarre il consenso del massimo numero di elettori e di trascendere dunque gli interessi di gruppo al fine di conquistare una fiducia generale.

## Descrizione
Proprio per tale definizione, dunque, il politologo Gianfranco Pasquino tende a preferire la traduzione di partito "pigliatutti" piuttosto che "pigliatutto",  poiché il termine inglese "all" segnala l'obiettivo perseguito della conquista di tutti gli elettori disponibili per tutte le cariche acquisibili e non di tutto il potere o di tutte le risorse; in questo senso difatti, per Pasquino, tutto in inglese, sarebbe "whole" o "everything". Ma l'abbondante letteratura in materia continua ad usare l'espressione "pigliatutto".
Alcune caratteristiche che contraddistinguono questa nuova forma partito e che le consentono di saper parlare a tutto l'elettorato e non a specifici gruppi sociali:
1. Una drastica riduzione del bagaglio ideologico;
2. Una minor accentuazione del riferimento a una specifica classe sociale per reclutare elettori tra la popolazione in genere;
3. Assicurare l'accesso a diversi gruppi di interesse.

Ad ogni modo la principale caratteristica di tale partito, secondo Kirchheimer, è il concentrare tutte le sue energie nella competizione elettorale attraverso la scelta di temi consensuali che trovano ampio consenso nella popolazione (si pensi per esempio, in questi ultimi anni, al tema della sicurezza, ormai divenuto seppur con accenti diversi, patrimonio di tutte le maggiori forze politiche che aspirano al governo).

## Esempi

### Europa
Italia 
- Democrazia Cristiana[1]
- Südtiroler Volkspartei[2][3]
- Movimento 5 stelle[4][5][6]
- Lega Nord/Lega[7][8][9]
- Sud chiama Nord[10]

 Austria 
- Partito Popolare Austriaco[11]

 Croazia 
- Muro Vivente - Barriera Umana
- Ponte delle Liste Indipendenti

 Francia 
- La République En Marche[12]

 Irlanda 
- Fianna Fáil[13][14]

 Germania 
- Unione Cristiano-Democratica di Germania[11]
- Partito Pirata di Germania

 Georgia 
- Sogno Georgiano

 Portogallo 
- Partito Social Democratico[15]

 Rep. Ceca 
- ANO 2011[16][17]

 Russia 
- Russia Unita[18]

 Serbia 
- Opposizione Democratica di Serbia (2000-2003)
- Partito Progressista Serbo
- Serbia Unita

 Spagna 
- Cittadini - Partito della Cittadinanza

 Svezia 
- Partito Socialdemocratico dei Lavoratori di Svezia (in passato)
- Partito Pirata di Svezia

Ucraina
- Blocco Ucraina Nostra - Autodifesa Popolare

 Ungheria 
- Fidesz - Unione Civica Ungherese
- Movimento per un'Ungheria Migliore[19]

### Nord America
Canada 
- Partito Conservatore Progressista del Canada (1942-2003)[20]
- Partito Liberale del Canada[21]

 Stati Uniti d'America 
- Partito Libertario

### America Latina
Argentina 
- Fronte Rinnovatore
- Partito Giustizialista
- Unione Civica Radicale

 Brasile 
- Movimento Democratico Brasiliano

 Colombia 
- Partito Sociale di Unità Nazionale

 Messico 
- Partito Rivoluzionario Istituzionale

 Uruguay 
- Partito Colorado
- Partito Nazionale

 Venezuela 
- Unità Nazionale

### Asia/Oceania
Australia 
- Partito Laburista Australiano[22]
- Partito Liberale d'Australia[22]

 Azerbaigian 
- Partito del Nuovo Azerbaigian

 Giappone 
- Partito Liberal Democratico[23]

 India 
- Congresso Nazionale Indiano[24]

 Iran 
- Fronte di Partecipazione dell'Iran Islamico

 Kazakistan 
- Nur Otan

### Africa
Egitto 
- Partito Nazionale Democratico (1978-2011)

 Eritrea 
- Fronte Popolare per la Democrazia e la Giustizia

 Nigeria 
- Congresso di Tutti i Progressisti